# Cerkiew św. Paraskewy (Kwiatoń)

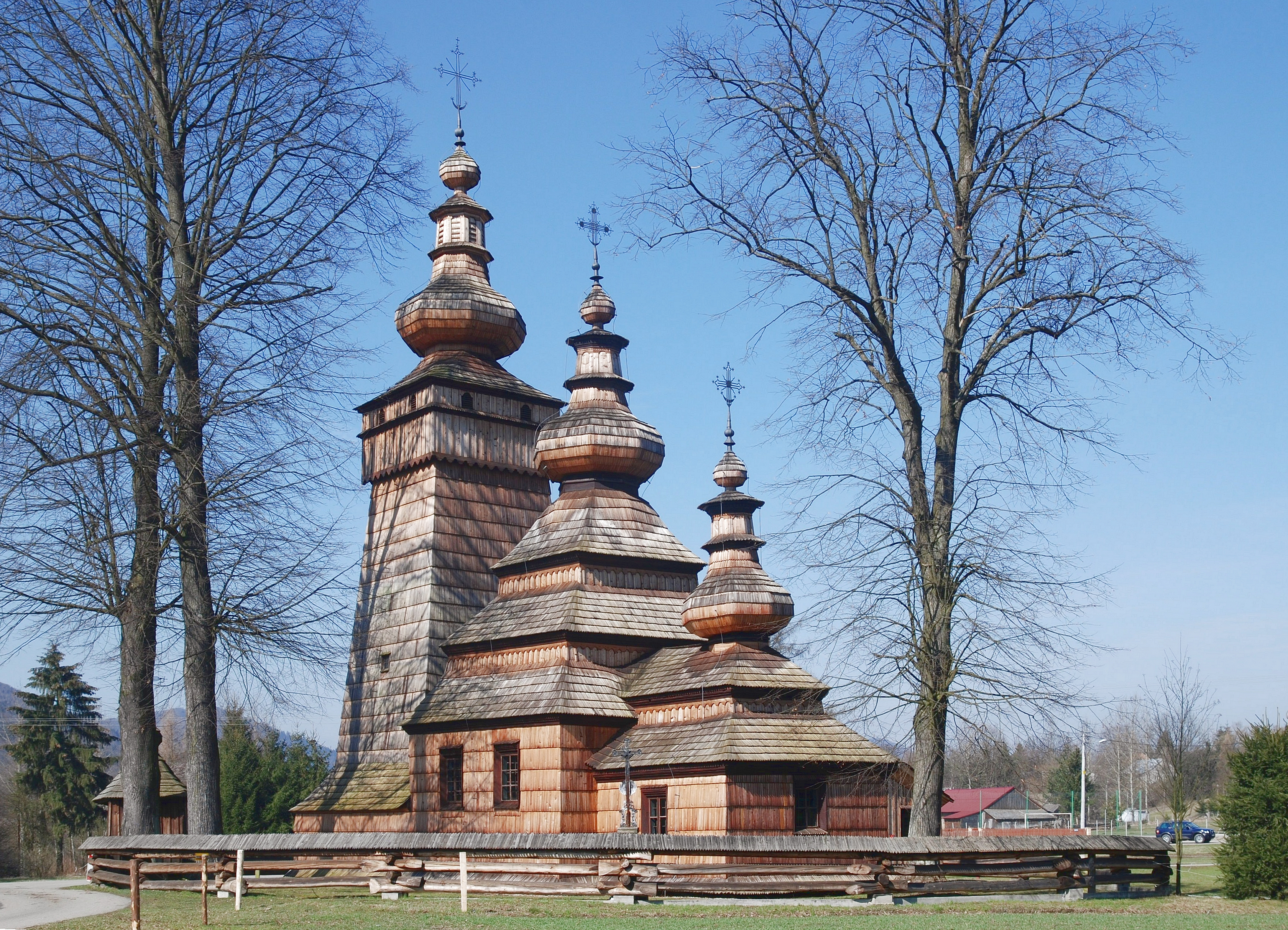
Ansicht der Kirche (2016)

Die Cerkiew św. Paraskewy (St.-Paraskewi-Kirche, ukrainisch Церква святої Параскеви) ist eine Holzkirche in Kwiatoń in der Woiwodschaft Kleinpolen in Polen. Die Kirche gehört zum grenzübergreifenden UNESCO-Welterbe „Holzkirchen der Karpatenregion“ und ist der Märtyrerin Paraskewi von Iconium geweiht. Sie war ein griechisch-katholisches Gotteshaus und wird seit 1947 von der römisch-katholischen Kirche genutzt. Das Bauwerk gilt als „klassisches Beispiel der lemkischen Sakralarchitektur“.

## Geschichte

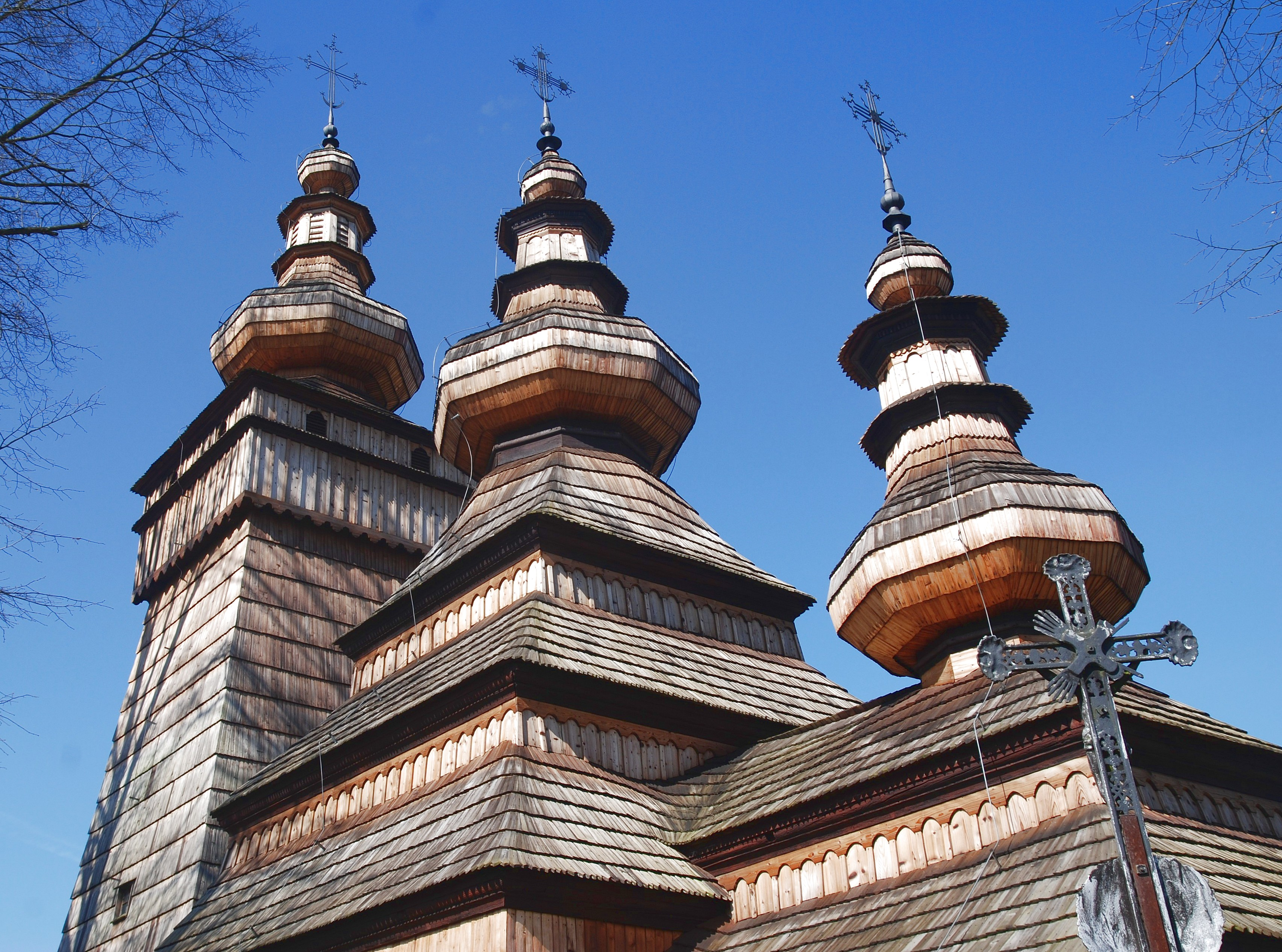
Gestaltung der Dächer und Kuppeln

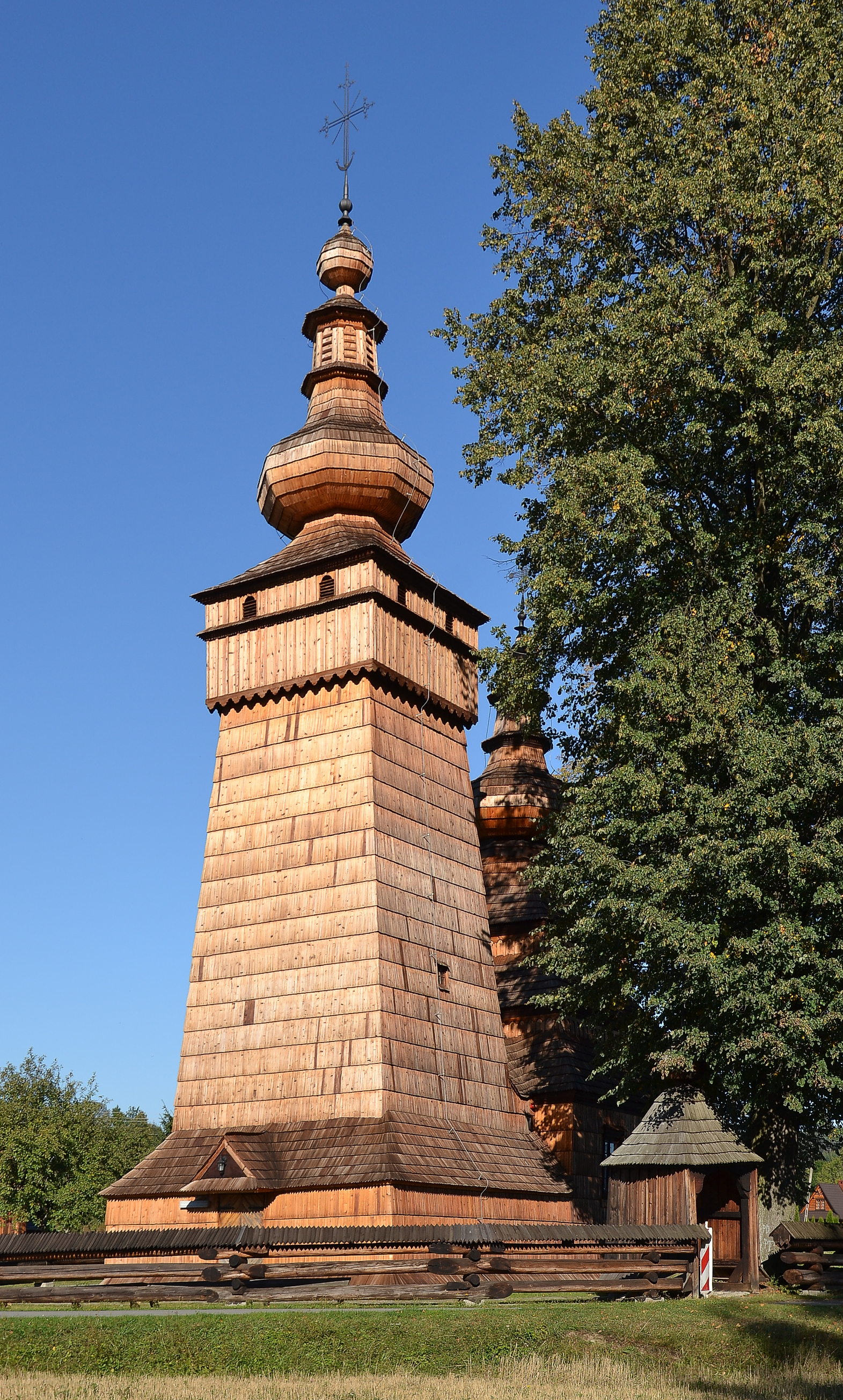
Ansicht des Turms (2012)

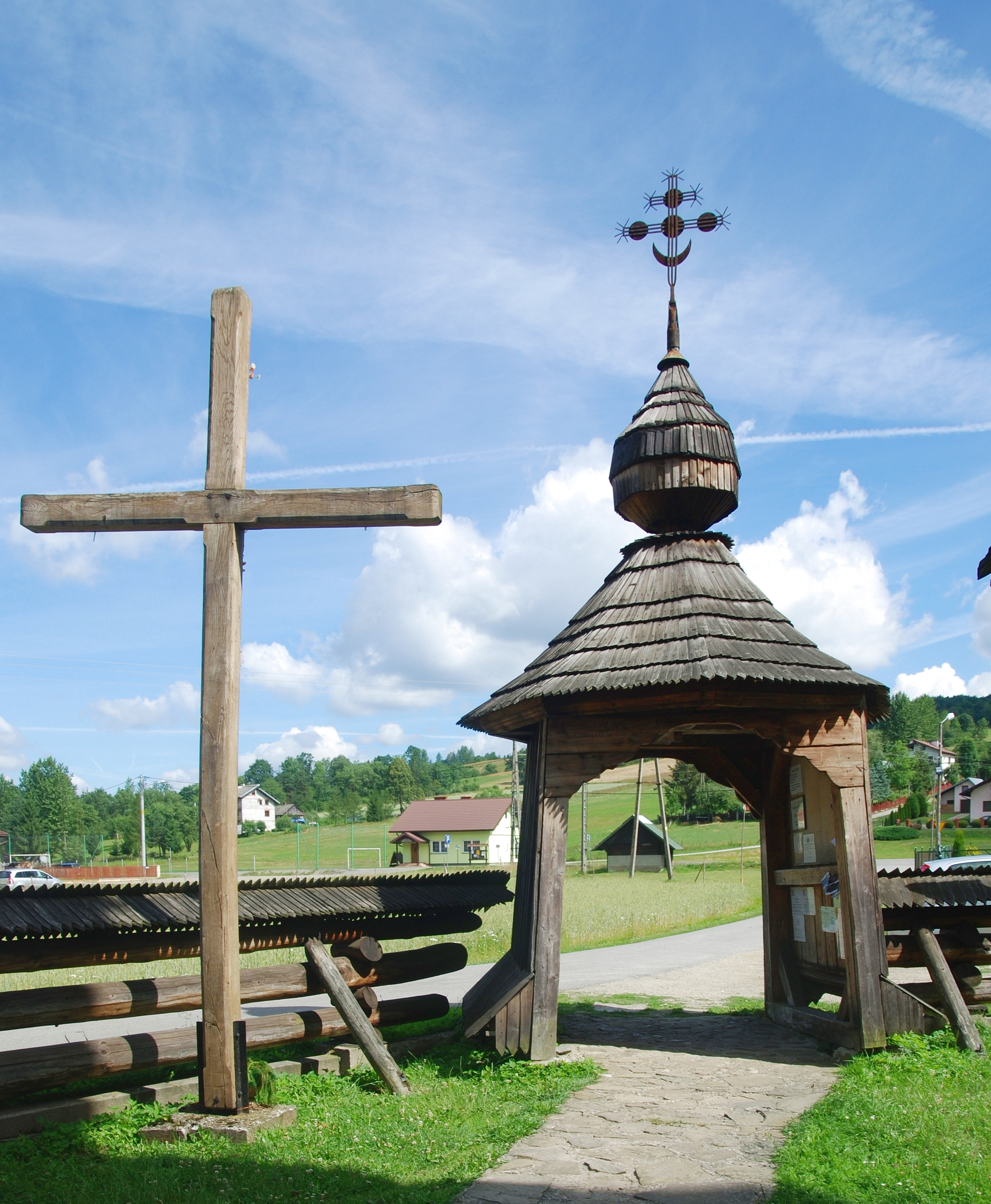
Rekonstruiertes Zugangstor und neugestaltete Umzäunung (2016)

Die Kirche wurde in der zweiten Hälfte des 17. Jahrhunderts errichtet, Fachleute gehen vom Jahr 1700 aus. Der Turm stammt spätestens aus dem Jahr 1743. Mit diesem Datum ist ein Balken des Bauwerks gekennzeichnet. Dabei kann es sich aber auch um eine Renovierung des älteren Bauwerks handeln. Es ist der älteste, datierte Turm einer Kirche im Baustil der Lemken. Die Ausstattung stammt 18. und 19. Jahrhundert. Michał Bogdański malte 1904 die Ikonostase. Die Gebäude wurden wiederholt renoviert, die Kirche in den Jahren 1811, 1904, 1967 und 1990–1991 sowie der Turm 1863, 1911, 1928, 1967 und ebenfalls in den 1990er Jahren.
Kwiatoń war noch im Jahr 1900 von Ruthenen besiedelt. Von 235 Einwohnern waren 228 griechisch-katholische und sieben Juden. Nach Ende des Zweiten Weltkriegs 1945 zogen ein Dutzend Familien in den Osten. Bis auf zwei Familien wurden die verbleibenden Lemken im Juni 1947 im Rahmen der Aktion Weichsel vertrieben.
Das Gotteshaus ist seit 1951 eine Filialkirche der römisch-katholischen Gemeinde in Uście Gorlickie. Die Kirche ist der Maria Königin Jungfrau Maria Königin (polnisch pw. Najświętszej Maryi Panny Królowej) geweiht.
Die Kirche wird seit 2007 für Besucher geöffnet. Die hölzerne Umzäunung mit Schindeldeckung wurde 2000 gestaltet und ersetzt einen Betonzaun. Im Jahr 2012 wurde die Verschindelung renoviert und konserviert sowie ein neuer Blitzschutz installiert.
Die Anlage wurde 2010 mit sieben weiteren Holzkirchen der Ostkirchen im Karpatenvorland und in Kleinpolen in die Tentativliste des Weltkulturerbes aufgenommen. Die Einschreibung erfolgte am 21. Juni 2013 gemeinsam mit acht weiteren Objekten aus der Ukraine.

## Anlage und Ausstattung
Die Holzkirche gehört zum Bautypus des westlichen Lemkenlandes (Łemkowszczyzna). Das Bauwerk ist dreiteilig angelegt und gliedert sich in Chor, Hauptschiff und Turm. Diese bestehen aus gehauenen Baumstämmen, die horizontal verlegt sind. Die Kuppeln sind viereckig und über dem Chor zweifach sowie dem Hauptschiff dreifach abgestuft. Alle drei Teile des Gebäudes tragen doppelte Zwiebeln zwischen denen sich eine Laterne befindet. Sie werden jeweils von schmiedeeisernen Kreuzen gekrönt. Das gesamte Bauwerk und die Dächer sind mit Holzschindeln verkleidet oder bedeckt.
Das Mobiliar aus dem 18. und 19. Jahrhundert ist erhalten und spätbarock. Die 1904 gestaltet Ikonostase trennt den Chor vom Kirchenschiff  in spätbarocker Tradition sind im Inneren erhalten geblieben. Die polychromen Ausmalungen datieren von der Renovierung im Jahr 1811. Neben den Gemälden werden Säulen und Gesimse aus Marmor imitiert. Der 1904 gestaltet Ikonostase trennt den Chor vom Kirchenschiff. Der Hauptaltar stammt aus dem 19. Jahrhundert, zwei Seitenaltäre zeigen Ikonen der Muttergottes mit dem Kind und den Abstieg vom Kreuz. Die Kunstwerke und Ikonen wurden in den Jahren 2005 bis 2015 restauriert. Bei diesen Arbeiten wurde 2010 ein Fragment der ersten Ikonostase vom Anfang des 17. Jahrhunderts entdeckt.